# Блинов, Александр Александрович
Алекса́ндр Алекса́ндрович Блино́в (род. 20 августа 1981, Владивосток) — российский стрелок из пневматической винтовки, специалист по стрельбе по движущейся мишени. Серебряный призёр летних Олимпийских игр 2004 года. Заслуженный мастер спорта России (2004).

## Биография
Родился во Владивостоке в спортивной семье. Здесь же начал ходить в школу и заниматься волейболом, но вскоре семья переехала в Хабаровск, где Блинов и получил среднее образование, а также с 13 лет начал заниматься стрельбой под руководством Андрея Бойчевского. С 2000 года стал привлекаться в состав сборной России по стрельбе. В 2001 году на этапе кубка мира в Сеуле завоевал золото, установив мировой рекорд среди юниоров. Спустя год впервые стал чемпионом Европы — в Салониках в стрельбе по движущейся мишени.
В 2004 году дебютировал на летних Олимпийских играх в соревнованиях по стрельбе по движущейся мишени. После квалификации занимал четвёртое место, но набрав в финальном раунде 100 очков, завоевал серебряную медаль, уступив только немцу Манфреду Курцеру. В 2006 году на чемпионате мира в Загребе выиграл серебряную медаль.
Летние Олимпийские игры 2008 года в Пекине прошли без участия Блинова, поскольку в стрелковой программе соревнований, начиная с этих игр, больше не была представлена стрельба по движущейся мишени.
В 2009 году на чемпионате Европы в Праге первенствовал в личных и командных соревнованиях. В феврале 2012 года завоевал ещё одно золото европейских первенств в командном зачёте.

## Личная жизнь
Окончил Дальневосточный юридический институт, имеет звание капитана полиции. Некоторое время работал участковым милиционером в Индустриальном районе Хабаровска.
Также окончил академию физической культуры.